# Saint-Gilles-les-Bois
Saint-Gilles-les-Bois (tiếng Breton: Sant-Jili-ar-C'hoad) là một xã của tỉnh Côtes-d'Armor, thuộc vùng Bretagne, tây bắc Pháp.

## Dân số
Người dân ở Saint-Gilles-les-Bois được gọi là Saint-Gillois.